# Köttkulla
Köttkulla is een plaats in de gemeente Ulricehamn in het landschap Västergötland en de provincie Västra Götalands län in Zweden. De plaats heeft 99 inwoners (2005) en een oppervlakte van 22 hectare.